# Scrophularia amgunensis
Scrophularia amgunensis är en flenörtsväxtart som beskrevs av Friedrich Schmidt. Scrophularia amgunensis ingår i släktet flenörter, och familjen flenörtsväxter. Inga underarter finns listade i Catalogue of Life.